# Hazelwood, Missouri
Hazelwood är en ort i St. Louis County i delstaten Missouri, USA.